# آئرونائوتیکا (آنگولا)
آئرونائوتیکا (به انگلیسی: Aeronáutica) یک شرکت هواپیمایی است که در ۲۰۰۱ میلادی تأسیس شده‌است. دفتر مرکزی آئرونائوتیکا (آنگولا) در لوآندا، آنگولا واقع شده‌است و قطب این شرکت هواپیمایی در فرودگاه کواترو دو فرویرو قرار دارد.